# Park Narodowy Los Cardones
Park Narodowy Los Cardones (hiszp. Parque Nacional Los Cardones) – park narodowy w Argentynie, położony w departamentach Cachi i San Carlos w prowincji Salta. Utworzony został 20 listopada 1966. Park ma powierzchnię 64 117 hektarów. Jego nazwa pochodzi od gigantycznych kaktusów Echinopsis terscheckii znanych jako (hiszp. cardon grande cactus).
Park został utworzony w celu zachowania i ochrony różnorodności środowiska naturalnego suchych wąwozów i gór w zakresie wysokości od około 2700 do ponad 5000 m n.p.m.
Park został zakwalifikowany przez BirdLife International jako ostoja ptaków IBA.  Dla 4 gatunków przyznano kryterium A1 (gatunki globalnie zagrożone). Według czerwonej księgi gatunków zagrożonych dwa z nich to gatunki narażone (VU), a pozostałe są gatunkami mniejszej troski (NT).
| Gatunek                                       | Kategoria RL | status   | IBA Kryterium |
| --------------------------------------------- | ------------ | -------- | ------------- |
| Flaming chilijski Phoenicopterus chilensis    | NT           | przeloty | A1            |
| Kondor wielki Vultur gryphus                  | VU           | rezydent | A1            |
| Koszykarz boliwijski Asthenes heterura        | NT           | rezydent | A1            |
| Dzierzbotyran białosterny Agriornis albicauda | VU           | rezydent | A1            |